# Amanda Filipacchi
Amanda Filipacchi (/fɪlɪˈpɑːkɪ/;nascida em 10 de outubro de 1967) é uma romancista americana. Nasceu em Paris e estudou na França e nos Estados Unidos. É autora de quatro romances, Nude Men (1993), Vapor (1999), Love Creeps (2005) e The Unfortunate Importance of Beauty (2015). Sua ficção foi traduzida para 13 idiomas.

## Infância e educação
Filipacchi nasceu em Paris, e foi educada na França (onde frequentou a Escola Americana de Paris em St. Cloud) e nos EUA Ela é filha da ex-modelo Sondra Peterson e Daniel Filipacchi, presidente emérito da Hachette Filipacchi Médias. Escreve desde os treze anos e completou três romances inéditos na adolescência. Ela vive em Nova Iorque desde os 17 anos. Ela frequentou o Hamilton College, onde se formou em Escrita Criativa. Aos 20 anos, ela tentou escrever não-ficção na revista Rolling Stone. Em 1990, Filipacchi se matriculou no programa de escrita de ficção MFA da Columbia University, onde escreveu uma tese de mestrado que mais tarde transformou em seu primeiro romance publicado, Nude Men.

## Carreira
Em 1992, quando Filipacchi tinha 24 anos, pouco antes de sua formatura, sua agente, Melanie Jackson, vendeu Nude Men para Nan Graham na Viking Press. O romance foi posteriormente traduzido para dez idiomas e foi antologizado em The Best American Humor 1994 (publicado por Simon & Schuster).
O segundo e terceiro romances de Filipacchi, Vapor (1999) e Love Creeps (2005, um romance sobre amor obsessivo  e perseguição, respectivamente), também foram traduzidos para vários idiomas. Em 2005, Filipacchi foi convidado a participar do festival literário Saint-Amour 2005, um tour de 10 cidades pela Bélgica.
 
Os críticos chamaram Filipacchi de "um prodigioso talento pós-feminista" e um "adorável surrealista cômico". O Boston Globe descreveu seu estilo de escrita como "reminiscente em certos aspectos de Muriel Spark ... viva, espirituosa, inteligente, travessa". Love Creeps (referido em uma resenha de Alexis Soloski no The Village Voice como tendo "situações excêntricas e diálogos alegremente ácidos") foi um dos 25 melhores livros do ano do The Village Voice, e foi incluído no programa de um curso sobre o romance em quadrinhos no programa de pós-graduação de escrita criativa da Universidade de Columbia.
Em agosto de 2013, Filipacchi vendeu seu último romance, The Unfortunate Importance of Beauty, para Norton. De acordo com a editora, o romance trata de duas mulheres que se esforçam para encontrar o amor. Foi nomeado na lista do Bustle de "12 dos livros mais esperados de 2015, também conhecido como os títulos que não podemos colocar em nossas mãos em breve" e "2015 livros que não podemos esperar para ler" do Huffington Post.

## Editor de opinião da Wikipédia
Em um editorial de abril de 2013 para o The New York Times, Filipacchi expressou preocupação com o sexismo em relação à classificação da Wikipedia de romancistas americanos, bem como romancistas de outros países, depois que ela notou vários editores removendo escritoras da categoria geral de "American romancistas" e em uma subcategoria para "romancistas mulheres americanas". Ela descreveu isso como uma "coisa pequena e facilmente consertável ... que torna mais difícil e mais lento para as mulheres ganharem igualdade no mundo literário", e acrescentou que "as pessoas que vão à Wikipedia para obter ideias para quem contratar, ou homenagear, ou ler, e olhar para essa lista de 'romancistas americanos' em busca de inspiração... poderia simplesmente usar essa lista sem pensar duas vezes sobre isso." O editorial provocou protestos de feministas e outros comentaristas, que ecoaram suas preocupações sobre o sexismo e a minimização percebida de romancistas no site. Filipacchi afirmou em um artigo de acompanhamento que os editores tinham como alvo sua página de biografia da Wikipedia em retaliação por suas críticas. Andrew Leonard, do Salon, descreveu isso como "edição de vingança" e apoiou sua descrição do evento citando comentários combativos sobre Filipacchi feitos pelo usuário principal envolvido, que mais tarde foi revelado ser o escritor Robert Clark Young.
Filipacchi mais tarde escreveu um artigo adicional no The Atlantic, refutando histórias da mídia que atribuíam a recategorização de romancistas ao trabalho de um único editor, e listou sete usuários diferentes que foram responsáveis por recategorizar as dezessete escritoras mencionadas em seu editorial. Em julho de 2013, ela escreveu um ensaio pessoal para o The Wall Street Journal , que descreveu com mais humor as consequências da controvérsia, discutindo como ela se envolveu em discussões na Wikipedia e no site de críticas Wikipediocracia.

## Trabalhos

### Livros
- Amanda Filipacchi (1993). Nude Men. [S.l.]: Viking/Penguin. ISBN 9780140178920
- Amanda Filipacchi (1999). Vapor. [S.l.]: Carroll & Graf. ISBN 9780786706174
- Amanda Filipacchi (2006). Love Creeps. [S.l.]: Macmillan. ISBN 9780312340322
- Amanda Filipacchi (2015). The Unfortunate Importance of Beauty. [S.l.]: W. W. Norton. ISBN 9780393243871

### Outras publicações
- Filipacchi, Amanda (24 de abril de 2013). «Wikipedia's Sexism Toward Female Novelists (op-ed)». The New York Times. ISSN 0362-4331. Consultado em 28 de abril de 2013
- Filipacchi, Amanda. «The Looks You're Born With and the Looks You're Given». The New Yorker
- Filipacchi, Amanda (6 de junho de 2015). «How To Pose Like a Man». The New York Times